# 크리스티 매슈슨
크리스토퍼 "크리스티" 매슈슨(Christopher "Christy" Mathewson, 1880년 8월 12일 ~ 1925년 10월 7일)는 미국의 전 메이저 리그 베이스볼 우완 투수로, 데드 볼 시대의 투수이다. '빅 식스'("Big Six"), '더 크리스천 젠틀맨'("The Christian Gentleman"), '매티'("Matty")라는 별명으로도 불렸다. 1936년 야구 명예의 전당에 처음으로 입성한 '퍼스트 파이브' 중 한 명이며 통산 343선발승으로 현대 야구가 시작된 1900년 이후 데뷔한 투수 중 통산 선발승 6위에 랭크되어 있고 1903년부터 1914년까지 12년 연속 20선발승 이상(1903년 28선발승, 1904년 31선발승, 1905년 29선발승, 1906년 21선발승, 1907년 22선발승, 1908년 32선발승, 1909년 23선발승, 1910년 25선발승, 1911년 24선발승, 1912년 21선발승, 1913년 22선발승, 1914년 21선발승)을 기록했다.

## 어린 시절
펜실베이니아주 팩터리빌에서 남북 전쟁의 베테랑이자 우체국 사원과 농부가 된 길버트 매슈슨과 미너바의 6명의 아들 중에 첫째로 태어났다. 금발 머리에 파란 눈동자를 가진 매슈슨은 자신의 나이에 6 피트 1.5 인치에 195 파운드로 자신의 동료들이 그를 "허스크"(Husk)라고 불렀다고 한다. 14세의 나이로 팩터리빌 타운 팀을 위하여 투수를 맡은 매슈슨은 자신의 조모에 의하여 창립된 팩터리빌의 예비 학교 키스턴 아카데미에서 수학하는 동안 그 지역에서 준프로 팀들을 위하여 지속적으로 투수로 활약하였다. 키스턴 아카데미를 졸업한 후 여름에 그는 1902년 보스턴 아메리칸스를 위하여 3개의 경기에서 투구한 왼손잡이의 동료 데이브 윌리엄스가 그에게 스크루볼을 가르칠 때 혼스데일 팀을 위하여 투구하였다.
1898년 9월 고향에서 서부로 75 마일 떨어진 루이스버그에 있는 버크넬 대학교에 입학하였다. 그는 야구 팀을 위하여 투수로 활약하고, 농구 팀을 위하여 센터를 맡았다.

## 경력

### 초기 경력
자신의 신입생 해의 이후 여름 동안에 매슈슨은 뉴잉글랜드 리그의 매사추세츠주 톤턴고 함께 자신의 첫 프로 계약을 맺었다. 그는 17개의 경기에서 투구하고 2 승 13 패로 갔다. 안좋은 시즌을 최악으로 만드는 데 톤턴은 망하고, 선수들은 자신들이 집으로 가는 교통을 위하여 기금하는 데 노동절 시범 경기를 준비해야 했다. 그 가을 버크넬-펜 미식축구 경기가 시작되기 전에 피나메늘 스미스라 불리는 옛 메이저 리그 투수가 매슈슨을 다음의 여름을 위하여 버지니아 리그의 노퍽과 함께 계약하였다. 마지막 시험이 끝나자 마자 매슈슨은 버지니아 리그에서 즉시 감동적인 선수가 되어 7월 중순으로 20 승 2 패의 기록을 수집하였다. 그 마지막 승리들 후에 스미스는 클럽하우스로 그를 데려가 내셔널 리그의 필라델피아 필리스 혹은 뉴욕 자이언츠 사이에 한 팀으로 팔리는 데 선택을 주었다. 매슈슨은 뉴욕 자이언츠를 선택하여 필리스보다 자이언츠가 더욱 투수를 필요로 한다는 생각이 들어 자신의 20세 생일이 다가오기 1달 전 1900년 7월 17일 자신의 메이저 리그 데뷔를 하였다.

### 프로 경력

#### 뉴욕 자이언츠

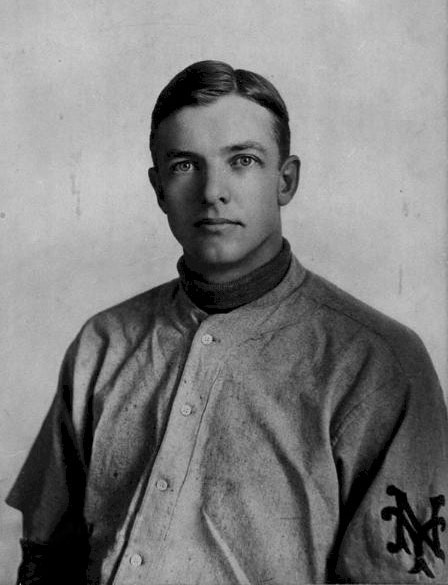
뉴욕 자이언츠 (야구) 유니폼 차림의 매슈슨

시즌의 말기로 향하여 그는 2개의 시작 할당을 받아 둘다 패하여 5.08의 방어율과 함께 3개의 판정에서 우승한 적이 없는 한해를 끝냈다. 자이언츠는 그를 노퍽으로 돌려보냈다. 그 오프 시즌에 신시내티 레즈는 그를 100 달러를 위하여 그를 징집하고, 그러고나서 실패한 애머스 루시를 위하여 자이언츠로 다시 이적시켰다. 그 일은 900 달러를 모으는 데 미리 결탁한 주요 계획의 일부였으며, 자이언츠는 시즌 후에 노퍽이 그를 간직하였다면 노퍽에게 1000 달러를 냐려고 하였고 레즈의 소유자 존 T. 브러시는 앤드루 프리먼으로부터 자이언츠를 매입하는 데 협상하였다. 1901년 메이저 리그에서 자신의 첫 완전한 시즌에 매슈슨은 7월 15일 세인트루이스 카디널스를 상대로 무안타 경기를 투구하였고 7위를 한 자이언츠를 위하여 2.41의 방어율과 함께 20 승 17 패로 갔다. 자이언츠의 팬들은 그들의 최우수 선수에게 "빅 식스"(Big Six)라고 불렀다.
1902년의 시작에 자이언츠는 다시 발버둥치며 1루에서 3개의 경기에 매슈슨을 활용하도록 새 감독 호러스 포걸을 촉구하였다. 많은이들은 이것이 포걸의 어리석은 사인이라고 의미하였으나 몇년 후에 매슈슨은 포걸을 의지하여 감독이 자신의 좋은 타자이며 외야수였다는 것을 설명하였다. 7월 19일 존 맥그로가 자이언츠의 감독으로 차지하였다. 그 포인트로 매슈슨은 단 하나의 경기를 우승하였으나 시즌의 나머지에 그는 13개를 우승하여 자이언츠가 마지막으로 오면서 2.12의 방어율과 함께 14 승(13선발) 17 패로 갔다.
매슈슨은 1903년 발진의 해를 즐겼으며 3년 연속 30승 이상을 기록했으나 몇 차례의 구원승 포함이라(1903년 28선발승, 1904년 31선발승, 1905년 29선발승) 1900년 이후 연속 30선발승 이상 최고 기록은 그로버 클리블랜드 알렉산더의 3년 연속(1915년 30선발승, 1916년 33선발승, 1917년 30선발승)인데 이들 중 1916년 그로버 클리블랜드 알렉산더의 33선발승은 1900년 이후 내셔널리그 최다 선발승 기록으로 남아 있다.
그해에 그는 2.26의 방어율과 경력 사상 267개의 스트라이크아웃(1961년 샌디 쿠팩스에 의하여 깨질 때까지 내셔널 리그 기록으로 보유됨)과 함께 30 승(28선발승) 13 패로 갔다. 그는 1904년 33 승(31선발승) 12 패의 기록과 2.03의 방어율과 함께 자이언츠를 내셔널 리그 페넌트로 이끌었으나 다음의 해에 그는 더욱 나아졌다. 매슈슨은 1.28의 방어율과 함께 31 승(29선발승) 9 패로 가며 여러 투수들이 가진 최고의 월드 시리즈와 함께 자신의 두드러진 1905년 시즌을 획득하였다. 10월 9일 제1 시합에서 그를 반대한 선수는 그를 게티스버그 칼리지에서 수학하는 동안에 그를 상대로 몇번이나 투구한 펜실베이니아주 동료 필라델피아 애슬레틱스의 에디 플랭크였다. 매슈슨은 승리를 거두어 4개의 안타들에서 애슬레틱스를 완봉하였다. 2번째 경기에서 치프 벤더가 자이언츠를 완봉한 후, 매슈슨은 3번째 경기에서 다시 투구하는 데 준비가 되었으나 경기가 비가 내리며 방해되면서 연장 하루의 휴식을 받았다. 10월 12일 그는 9 대 0으로 애슬레틱스를 완봉하였다. 다음날 조 맥기니티는 플랭크를 1 대 0으로 꺾고, 매슈슨은 벤더에 2 대 0으로 승리와 함께 시리즈의 결말을 짖는 데 하루의 휴식에 돌아왔다. 6일의 기간 안에 그는 27개의 이닝을 투구하여 14개의 안타와 18명을 스트라이크아웃 시키는 동안에 득점을 허용하지 않았으며 이로 인해 메이저리그 최초의 전국구 스타가 되기도 했다. 다음 주에 매슈슨과 그의 포수 프랭크 보어먼은 보어먼의 고향 미시간주 로미오에 사냥을 하러 갔다.
매슈슨은 뉴욕의 축배였다. 1906년 그는 디프테리아에 걸려 거의 죽을 뻔하다가 22 승(21선발승) 12 패의 기록과 2.97의 방어율로 분투하였다. 그 시즌 후기에 자이언츠는 19세 밖에 안되었던 그의 동생 헨리를 소집하였다.
1908년 자신이 37승(32선발승)과 56개의 경기에서 자신의 경력 사상을 세울 때 매슈슨의 가장 큰 해가 왔다. 그의 통제는 전혀 나아지지 않았고 9개의 이닝에 하나보다 적게 1루에 걸어가게 하는 데 평균하였다. 그의 시즌은 실망과 함께 끝났으며, 1개의 경기 플레이오프에서 모데카이 브라운에게 4 대 2로 패하였다. 이전 해에 디트로이트 타이거스의 감독 휴이 제닝스는 매슈슨의 동생이자 17세의 니콜러스를 계약하기를 원하였으나 매슈슨은 거부하였다고 한다.
1909년 경력 사상 1.14의 방어율과 함께 25 승(23선발승) 6 패로 갔다. 그는 1911년부터 1913년까지 3개의 연속적 내셔널 리그 페넌트를 우승하는 데 자이언츠에 도움을 주었고, 둘다 방어율에서 내셔널 리그를 이끌었다. 1914년 34세의 나이로 시즌의 말기를 향하여 자신의 왼쪽 부분에 고통을 겪었다. 의사들은 아무 잘못된 것이 없는 것을 찾아내고 그에게 나이가 먹어서 그랬다고 말하였다. 그 일은 그의 상연에 영향을 끼쳐 자신이 24개의 경기를 우승하는 데 아직도 관리하였어도 1915년 그의 방어율이 3.00으로 늘었고 이듬해 그는 3.58의 방어율과 함께 8 승 14 패였다. 1916년 시즌의 중간점으로 그는 3개의 경기들 만을 우승하였다. 효과적인 투수로서 자신의 전성기가 지나간 것을 알던 그는 감독을 맡고 싶은 결정을 하였다. 7월 20일 맥그로는 자신의 친구를 위하여 통해 오면서 감독으로서 버크 허조그를 대체하는 데 신시내티 레즈의 선수 겸 감독 허조그를 위하여 그를 이적시켰다.

#### 신시내티 레즈
매슈슨은 위대한 감독이 될 것같은 좋은 감독이었으나 허조그가 남긴 것들과 함께 약간의 감독직을 맡아 1916년 마지막을 위하여 동점이 되면서 끝냈다. 최소한 그는 안그러면 비참한 시즌으로 어떤 이익들을 추가하였고, 시카고에서 "모데카이 브라운의 날"에 자신의 이전 라이벌을 상대로 마지막 경기에 투구하였다. 36세의 나이로 그는 15개의 안타를 양보하였으나 40세에 가까운 브라운을 10 대 8로 꺾어 자신에게 그의 17년 경력의 373번째이자 마지막 승리를 주었다. 1917년 매슈슨은 신시내티 레즈를 78 승 76 패의 기록으로 지도하여1909년 이래 팀의 첫 우승 시즌이었으나 7월 1일 자신의 동생 헨리가 30세의 나이에 폐결핵으로 사망하여 비극이 다가왔다. 1918년 그의 레즈는 지속적으로 향상시켰으나 8월 9일 그는 자신의 이름난 1루수 할 체이스를 정직시켰다.
제1차 세계 대전에 미국 육군에 복무하여 대위로 임명된 매슈슨은 프랑스에 있는 동안에 인플루엔자에 걸려 훈련 연습이 있는 동안에 겨자 가스로 쐬었다. 그는 치료를 받고 봄에 귀국할 때 회복되었다. 자신의 도착에 그는 팻 모런이 레즈를 감독하고 있다는 것을 발견하였다. 매슈슨은 레즈의 감독으로서 사임하고 자이언츠의 조감독으로 맥그로로부터 직위를 받아들였다.

#### 코치 경력
1920 - 21 시즌에 자이언츠로 돌아온 매슈슨은 1919년 자신이 팀에 가입한 이래 그를 괴롭힌 감기를 혼란시킬 수 없었고, 그의 왼쪽 부분에 고통이 돌아와 더욱 악화되었다. 1921년 그를 시험한 내과 의사들은 즉시 컨디션을 폐결핵으로 진단하였다. 그는 코치로서 자이언츠의 월드 시리즈 우승을 맛보고 뉴욕주 새러너크 레이크에 있는 폐결핵 요양소로 들어가 사는 데 6주가 남았다고 판결되었다. 다음 2년 동안 그는 죽을 병으로부터 회복하는 데 열심히 투병하였다. 1922 - 23 시즌의 겨울로 봐서 매슈슨은 야구로 복귀하는 데 충분히 강하다고 생각하였다.

## 최후의 생애

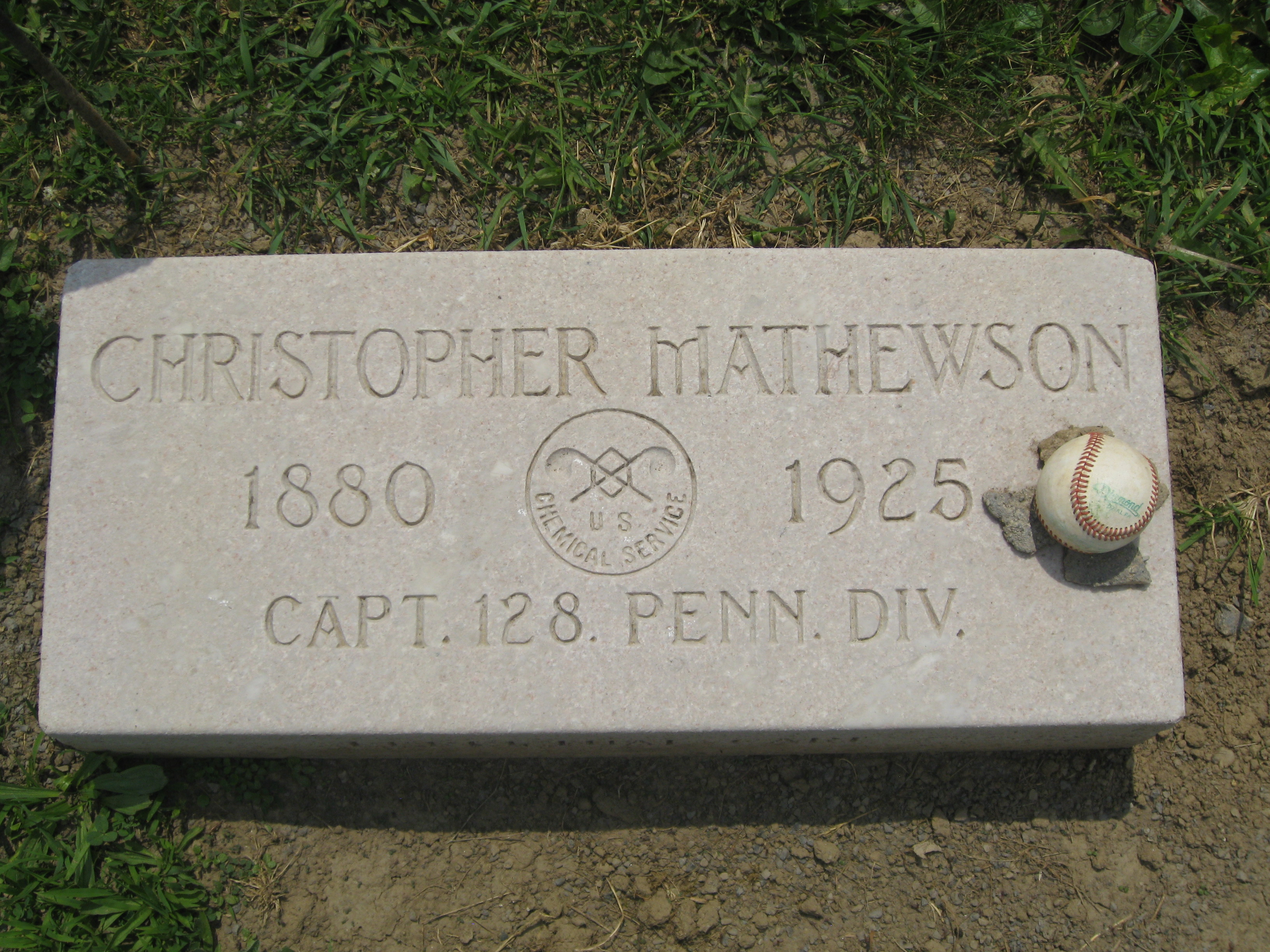
크리스티 매슈슨의 묘비

어떤 보고들은 그가 봄 훈련 중에 비를 맞은 후에 1925년 감기가 그에게 돌아왔다고 말하였다. 매슈슨의 몸은 떨어지기 시작하였고 새러너크 레이크로 돌아와 1925년 10월 7일 사망하였다. 그날 맥그로는 피츠버그에 있었으며 신문 기사를 위하여 월드 시리즈를 덮고 있었다. 맥그로가 소식을 듣자 자신의 부인 블랜치를 만나러 즉시 뉴욕으로 떠났다. 그들은 함께 제인 매슈슨과 아들 크리스티 주니어와 함께 하기 위하여 새러너크 레이크로 갔다.
3일 후에 맥그로 감독, 부인과 아들이 무덤에 서있으면서 매슈슨은 버크넬 캠퍼스가 보이는 루이스버그의 묘지에 안치되었다. 오늘날 모든 빅리그 팀으로부터 모금과 함께 1927년에 지어진 캠퍼스로 향하는 입구에 기념문이 있으며 1989년 바이슨 미식축구 경기장은 수선되어 크리스티 매슈슨 기념 경기장으로서 새로 봉납되었다.

## 통산 성적
|  | 1910년까지의 내셔널 리그 기록과, 1913년까지의 아메리칸 리그 기록은 포함하지 않음. |

투구
| 승  | 선발승 | 패  | 승률 | 경기 | 선발 | 완투 | 완봉 | 세이브 | 이닝    | 피안타 | 피볼넷 | 삼진  | 타자수 | 평균자책점 | WHIP  |
| 373 | 343    | 188 | .665 | 636  | 552  | 435  | 79   | 28     | 4,788.7 | 4,219  | 848    | 2,507 | 18,913 | 2.13       | 1.058 |

타격
| 경기 | 타수  | 안타 | 2루타 | 3루타 | 홈런 | 득점 | 타점 | 도루 | 볼넷 | 삼진 | 타율 | 출루율 | 장타율 | OPS  |
| 647  | 1,687 | 362  | 50    | 12    | 7    | 151  | 165  | 20   | 116  | 218  | .215 | .272   | .271   | .543 |